# デルヴィシュ (ウイグル人)
デルヴィシュ（モンゴル語: Derviš、生没年不詳）は、モンゴル帝国に仕えたウイグル人の一人。『元史』における漢字表記は迭里威失(diélǐwēishī)。

## 概要
デルヴィシュは初期のモンゴル帝国に仕えたウイグル人の一人のタブンの息子のアルキシュ・テムルの孫で、幼い頃より読書を好む人物であった。デルヴィシュは早くからテムル（後の成宗オルジェイトゥ・カアン）の親衛隊（ケシクテイ）に仕え、河西廉訪司僉事・監察御史・淮西廉訪副使・中書左司員外郎・枢密院参議・枢密院判官などを歴任した。
1317年（延祐4年）には翰林侍講学士の地位を授かり、河間路の総管となった。この頃飢饉が起こったため、デルヴィシュは官庫の貯蔵物を出して数10万人の命を救ったとされる。河間路は水陸の要衝でもあり、交通状況の改善や、弓馬尉を増設することによる盗賊の減少などの功績を残した。陵州で凶悪な盗賊が怒った時には首魁を捕らえて獄中に入れた。最後には遼陽行省参知政事に至ったが、引退して息子のソユルガトミシュが後を継いだ。